# Parque nacional de Kanger Ghati
El parque nacional de Kanger Ghati (también llamado el parque nacional del valle de Kanger) es un parque nacional indio en el estado de Chhattisgarh. 
Entre las diversas áreas protegidas del país, este parque nacional cerca de Jagdalpur, en la región de Bastar de Chhattisgarh es uno de los más bellos y densos, bien conocido por su biodiversidad con un paisaje pintoresco, magníficas cataratas, unas cuevas subterráneas de caliza y el hogar de la Gracula religiosa peninsularis, subespecie de miná religiosa considerada "ave del estado" de Chhattisgarh.
Ubicado en medio del panorámico valle de Kanger, de 34 km de largo, una reserva de la biosfera, el parque nacional es uno de los más bellos y pintorescos de la India. Se extiende por una superficie de aproximadamente 200 kilómetros cuadrados que está formado principalmente por terreno accidentado, el parque toma su nombre del río Kanger, que fluye a lo largo del parque.
El parque nacional del valle de Kanger destaca por sus heterogéneas formaciones muy variadas desde las llanuras a suaves laderas, mesetas, valles y corrientes de agua. El vasto terreno ondulado del valle de Kanger alberga diversos hábitats que ofrecen un sitio ideal para diversas clases de flora y fauna, haciendo así de él un punto caliente de biodiversidad en el centro de la India.
El parque también tiene una población tribal de considerable tamaño, y es un destino ideal para los entusiastas de la vida salvaje, amantes de la naturaleza, investigadores, antropólogos y para cualquiera que desee descubrir lo mejor de la vida natural de Chhattisgarh y las tribus únicas de la región.

## Flora
La flora en el parque consiste principalmente de bosques mixtos caducifolios con predominio del sal o sala, teca y bambúes. De hecho, el valle de Kanger es la única región en la India peninsular donde aún quedan bolsas de bosques vírgenes intactos.
Según la investigación realizada por la Botanical Survey of India y otras organizaciones investigadoras, el parque nacional tiene 553 especies florales de las que 12 especies son nuevas en Chhattisgarh; están documentadas 43 especies raras. 
La diversidad floral incluye un banco genético in situ de plantas medicinales, hierbas, trepadoras, Saccharum spontaneum, cañas, helechos y epifitas.

## Fauna
La vida salvaje principal del valle de Kanger son los tigres, leopardos, ciervo ratón, gato montés, chital, sambar, muntíaco, chacales, langures, macaco Rhesus, oso perezoso, ardilla voladora, jabalí, hiena rayada, conejos, pitones, cobra, cocodrilos, varanos y serpientes por decir unso pocos. La avifauna en el parque incluye la miná religioso, mochuelo brahmán, gallo bankiva, drongo de raquetas grande, pavo real, loros, águila esteparia, faisancillo rojo, urraca vagabunda y garza entre muchas otras. 

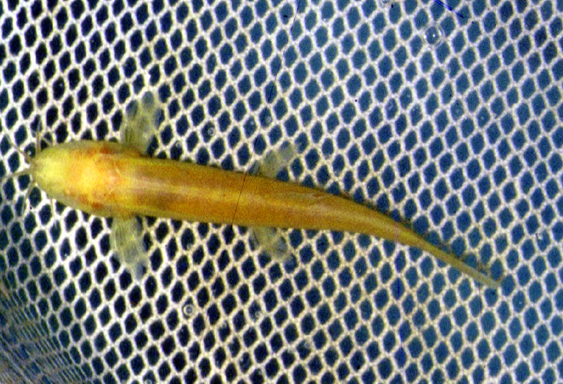
El albino y ciego pez-de-cueva (Indoreonectes evezardi) de la cueva de Kotumsar, en la India.

Unos pocos tributarios forman tierra pantanosa a principios de la temporada seca debido a la filtración natural. Ekta Jhodi, Kyam nallah, Karanji Jhodi, Rajamunda, Punji Jhodi, Komkel Jhodi forman buenas áreas pantanosas que son un buen hábitat de jabalí y oso perezoso. Chital, muntíaco y pantera se encuentran principalmente en esta zona pantanosa. Kariya Ama nallah es un cinturón pantanoso perenne y es un hábitat ideal para el jabalí, el oso perezoso, el chital, el leopardo y el tigre. 
La fauna documentada en el parque nacional incluye:
- 49 especies de mamíferos
- 144 especies de aves
- 16 especies de anfibios
- 37 especies de reptiles
- 56 especies de peces
- 91 especies de mariposas
- 26 especies de polillas 
- 113 especies de arañas

## Galería de imágenes

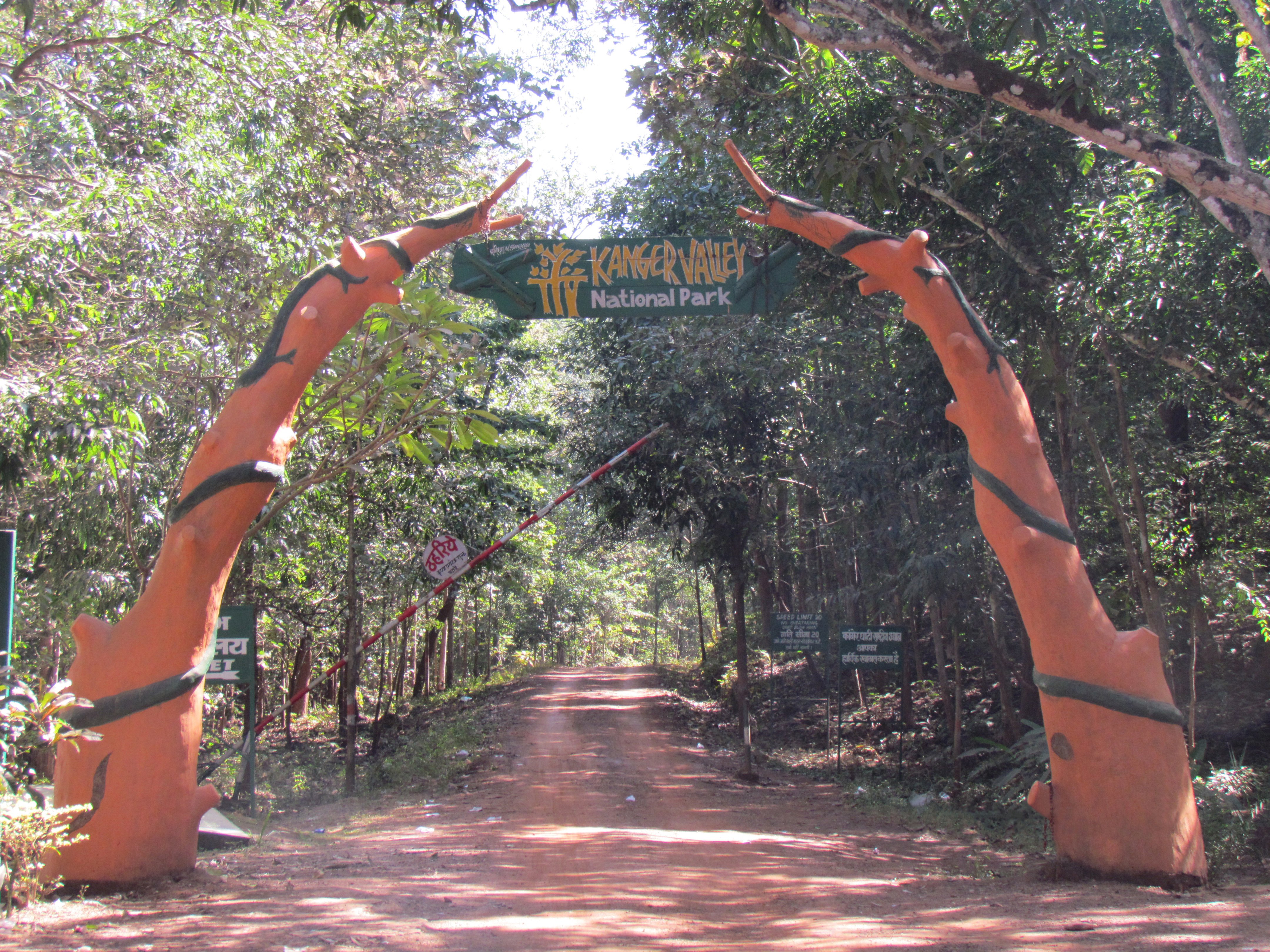
Entrada al parque.
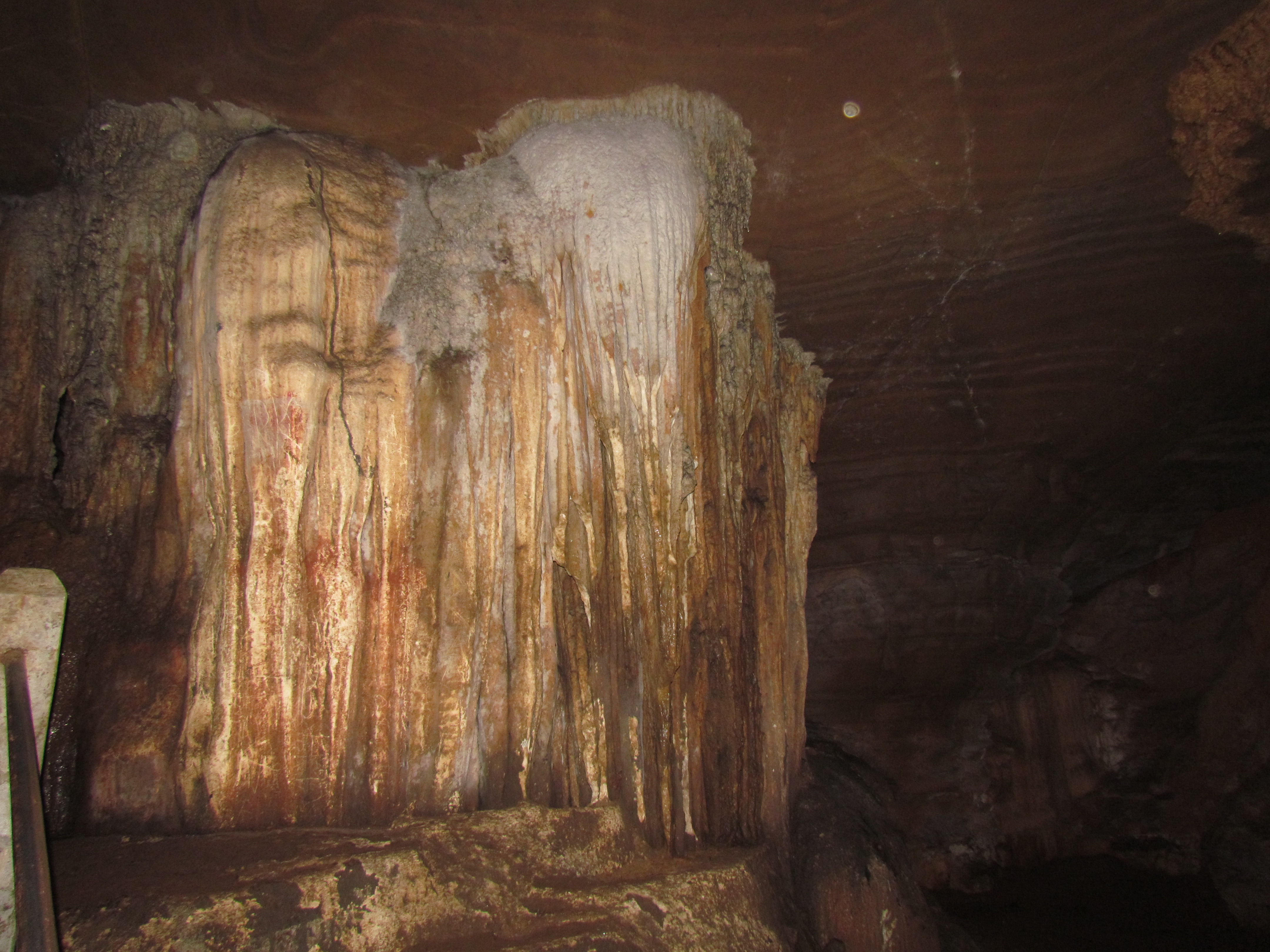
Cuevas de Kotumsar.
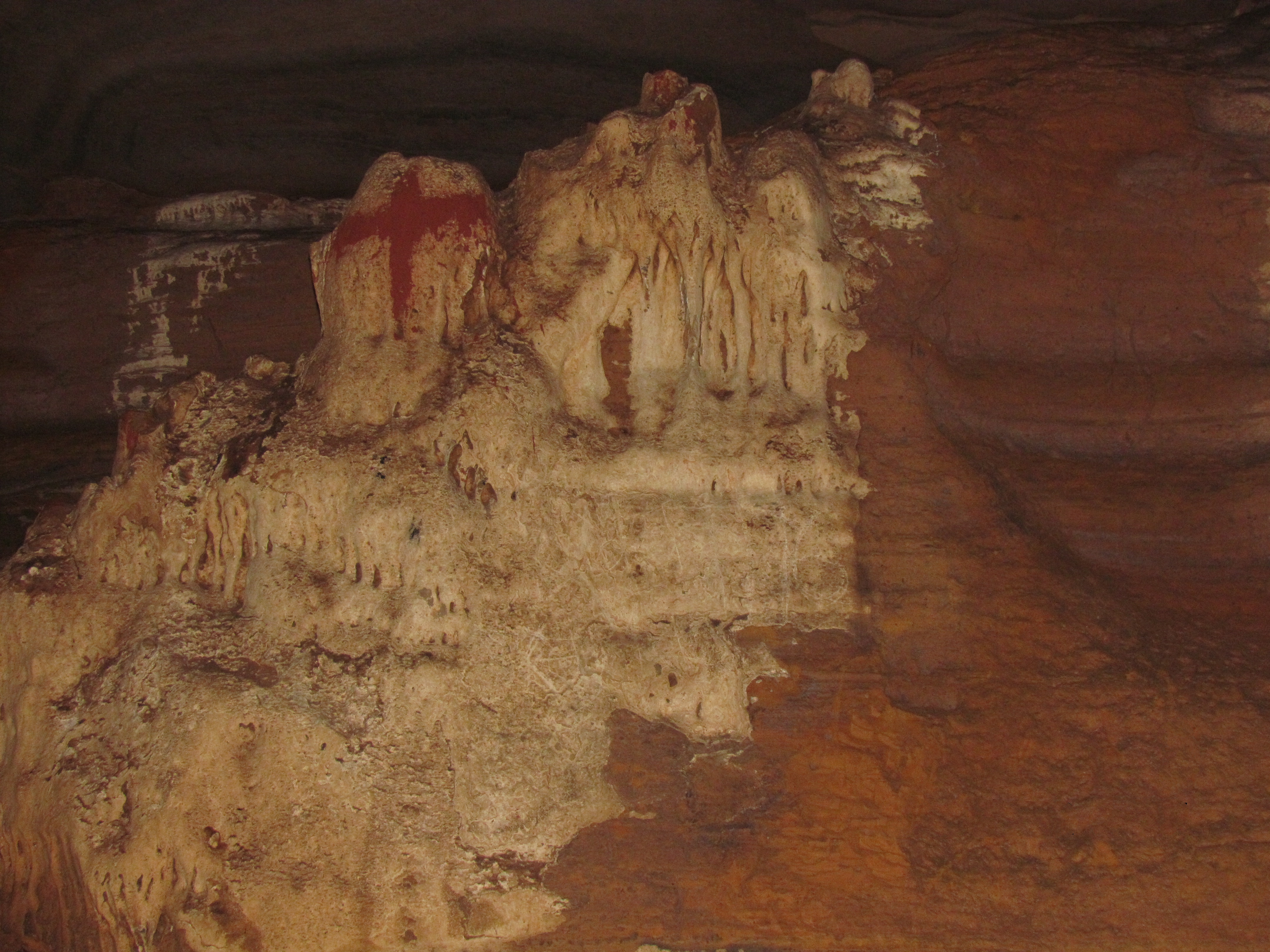
Cuevas de Kotumsar.
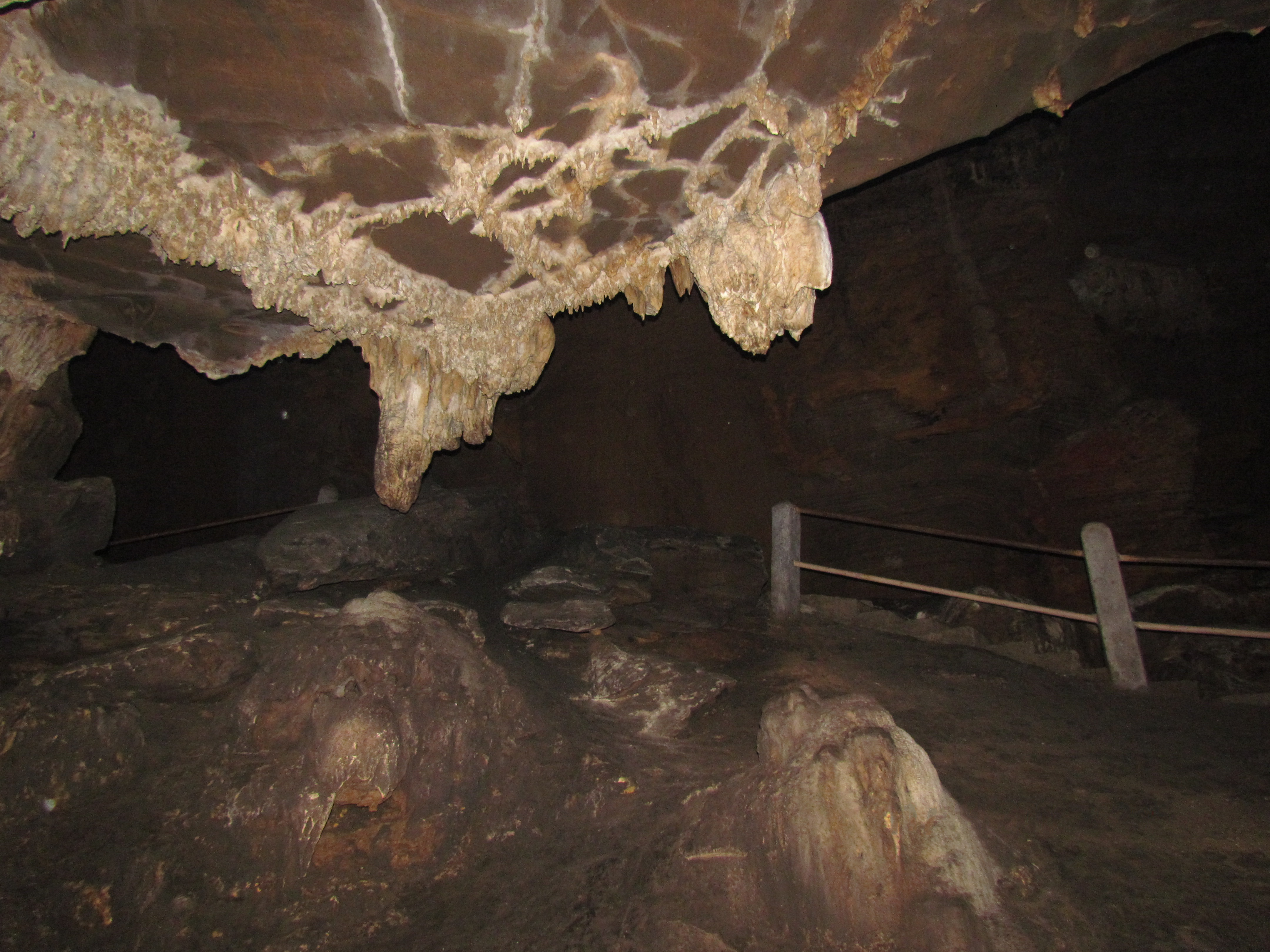
Cuevas de Kotumsar.
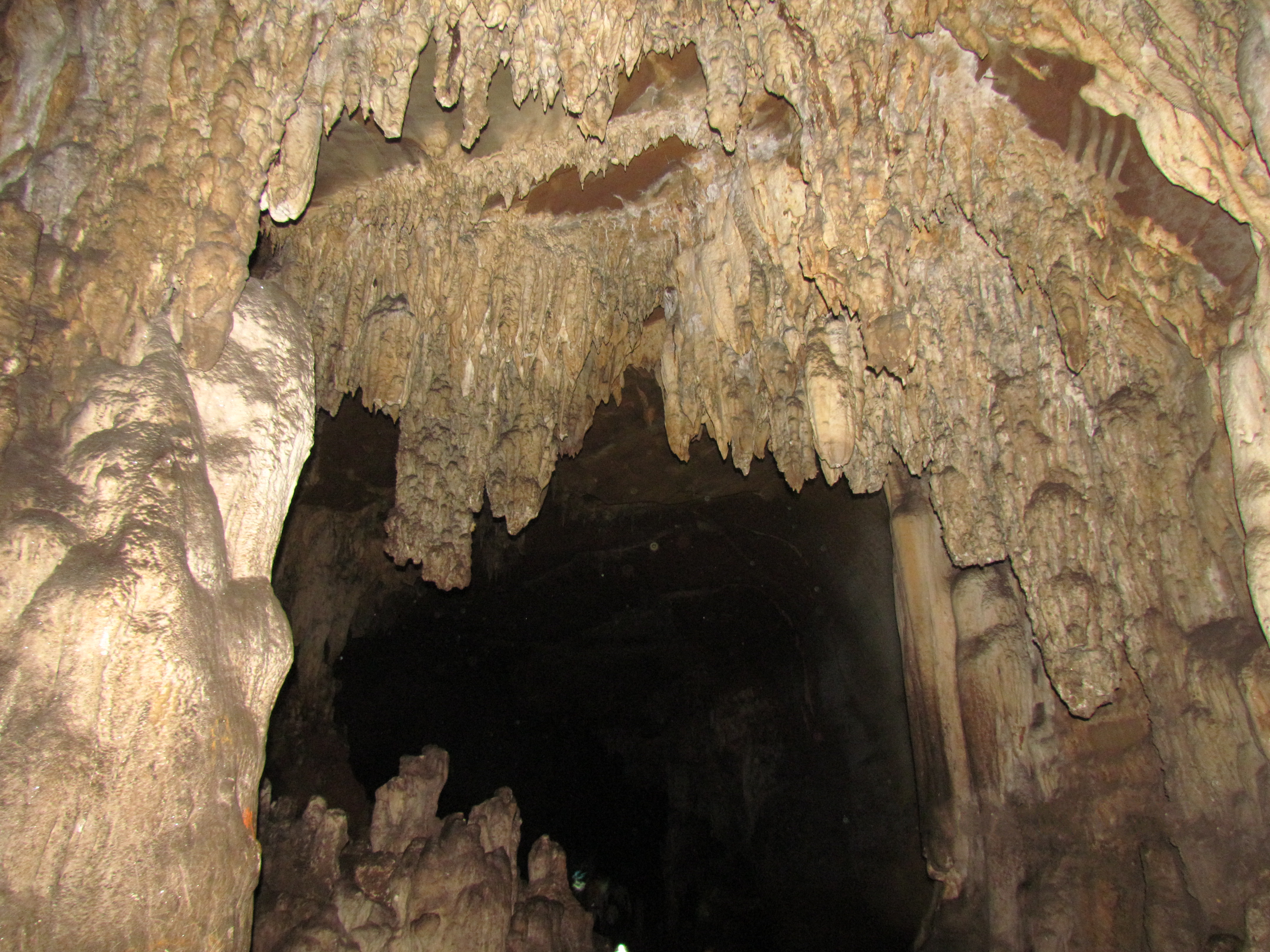
Cuevas de Kotumsar.
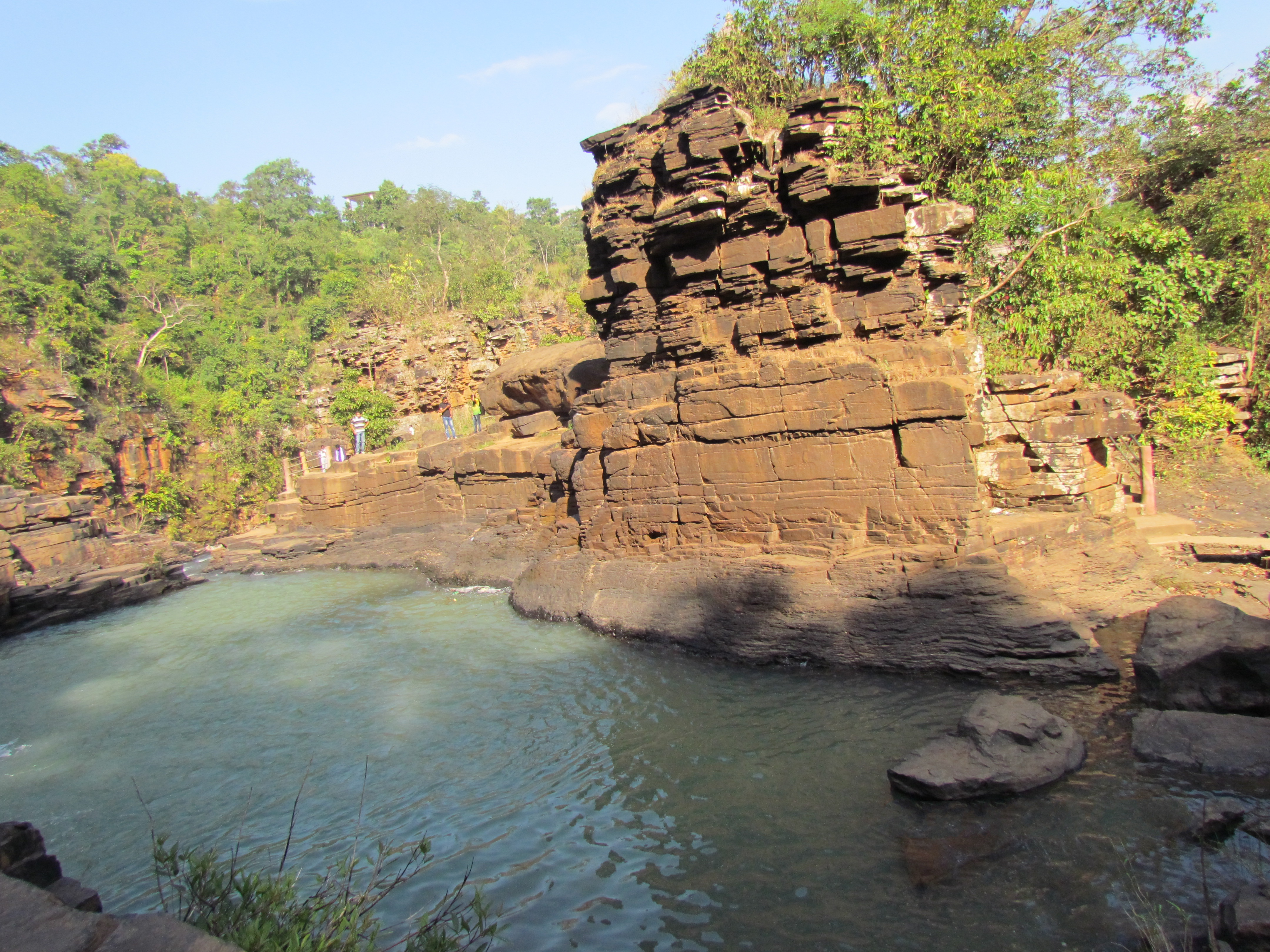
Cascadas de Tirathgarh.
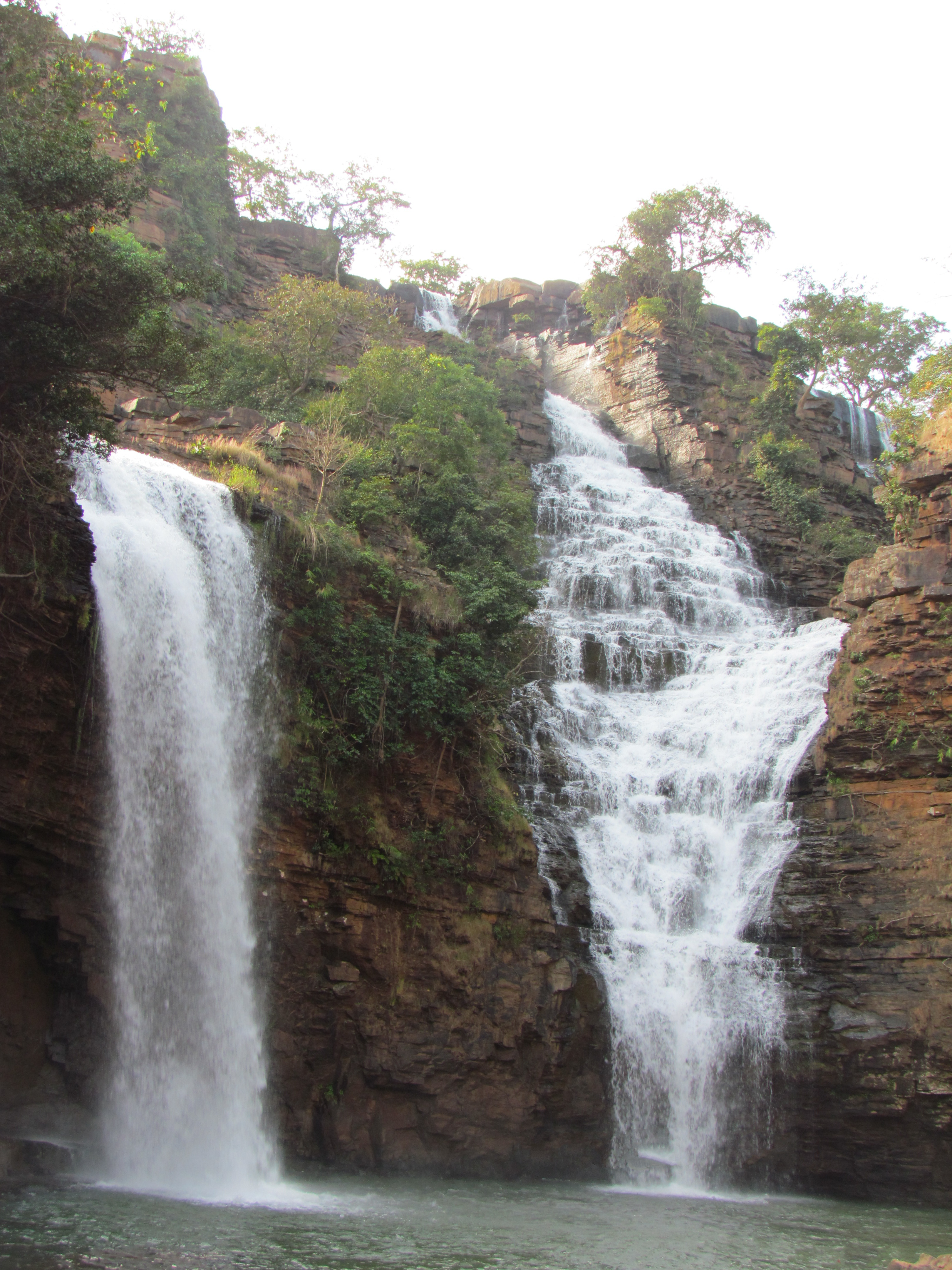
Cascadas de Tirathgarh.